# Эль-Ганасси, Яссин
Яссин Эль-Ганасси (фр. Yassine El Ghanassy; 12 июля 1990, Ла-Лувьер, Бельгия) — бельгийский футболист, полузащитник. Выступал за сборную Бельгии.

## Карьера
Эль-Ганасси — универсальный вингер, начал карьеру в родном городе, в клубе «Ла-Лувьер». После вылета команды в третий дивизион, его перевели в первую команду. Тренер заявил, что у Яссина талант. 24 июля 2008 был приобретен «Гентом». В ноябре 2008 года он продлил контракт с клубом до 2012 года.
23 июля 2009 года во втором квалификационном раунде Лиги Европы, он забил победный гол в ворота «Нафтана».
12 июля 2012 был отдан в аренду «Вест Бромвичу». В январе 2013 года Яссин перешёл на правах аренды в нидерландский «Херенвен».